# Succinea sanctaehelenae
Succinea sanctaehelenae é uma espécie de gastrópode  da família Succineidae.
É endémica de Santa Helena (território).